# Raparna roseata
Raparna roseata är en fjärilsart som beskrevs av Alfred Ernest Wileman och South 1917. Raparna roseata ingår i släktet Raparna och familjen nattflyn. Inga underarter finns listade.